# رضا فرهمند
رضا فرهمند (زاده ۷ مهر ۱۳۵۷ بیرجند - خراسان جنوبی) کارگردان مستندساز است. او تحصیلاتش را در رشته مهندسی کشاورزی به پایان برده‌است. وی برنده سیمرغ بلورین برای بهترین فیلم مستند از بیست و هشتمین دوره جشنواره فیلم فجر ایران برای فیلم نیمه بلند اتاق صعود شده‌است. وی همچنین موفق شد با فیلم های نت های مسی یک رویا و زنانی با گوشواره های باروتی در دو سال پیاپی در بخش دوهفته منتقدین فستیوال فیلم لوکارنو حضور داشته باشد.

## جوایز و افتخارات
- حضور در چهل و سومین جشنواره فیلم فجر با  فیلم لولی
- حضور در بخش دوهفته منتقدین جشنواره فیلم لوکارنو 2019 با فیلم نت های مسی یک رویا
- برنده جایزه DOK.fest Award SOS-Kinderdörfer Weltweit از جشنواره فیلم مونیخ برای ساخت فیلم نت های مسی یک رویا
- جایزه ویژه هیئت داوران در بخش کارگردانی فیلم بلند مستند جشنواره المپیای یونان برای ساخت فیلم نت های مسی یک رویا
- حضور در بخش رقابت بین الملل جشنواره DMZ کره جنوبی با فیلم نت های مسی یک رویا
- حضور در بخش اصلی جشنواره فیلم هانای چین با فیلم نت های مسی یک رویا
- نامزد دریافت جایزه بزرگ در بخش اصلی جشنواره فیلم هارُل آمریکا با فیلم نت های مسی یک رویا
- حضور در جشنواره فیلم مستند داک اج نیوزلند با فیلم نت های مسی یک رویا
- نامزد دریافت جایزه آسیاپاسیفیک برای ساخت فیلم نت های مسی یک رویا
- حضور در بخش دوهفته منتقدین جشنواره فیلم لوکارنو 2018 با فیلم زنانی با گوشواره های باروتی
- برنده جایزه مخاطبین از چهاردهمین جشنواره مستند کرونوگراف برای ساخت فیلم زنانی با گوشواره های باروتی
- برنده جایزه بزرگ چهاردهمین جشنواره مستند کرونوگراف برای ساخت فیلم زنانی با گوشواره های باروتی
- برنده نشان بخش اصلی چهاردهمین جشنواره مستند کرونوگراف برای ساخت فیلم زنانی با گوشواره های باروتی
- برنده جایزه اصلی جشنواره signes de nuit در پاریس برای برای ساخت فیلم زنانی با گوشواره های باروتی
- حضور در جشنواره پراگ با فیلم زنانی با گوشواره های باروتی
- حضور در بخش بین الملل جشنواره آسیاتیکا ایتالیا با فیلم زنانی با گوشواره های باروتی
- نامزد دریافت جایزه بهترین فیلم از نگاه تماشاگران در جشنواره لایپزیگ آلمان برای ساخت فیلم زنانی با گوشواره های باروتی
- برنده دیپلم افتخار جایزه ویژه هیات داوران جشنواره ملینیوم بلژیک برای ساخت فیلم زنانی با گوشواره های باروتی
- حضور در جشنواره زاگرب با فیلم زنانی با گوشواره های باروتی[۱]
- برنده بهترین کارگردانی در بخش فیلم بلند جشنواره سینما حقیقت برای ساخت فیلم زنانی با گوشواره های باروتی
- برنده جایزه بهترین فیلم بخش بین الملل در جشنواره سینما حقیقت برای ساخت فیلم زنانی با گوشواره های باروتی
- نامزد دریافت جایزه بهترین فیلم مستند در جشن حافظ برای ساخت فیلم زنانی با گوشواره های باروتی
- نامزد دریافت جایزه بهترین فیلم مستند در جشن خانه سینما برای ساخت فیلم زنانی با گوشواره های باروتی
- برنده جایزه بهترین مستند نیمه بلند از جشنواره سینما حقیقت برای ساخت فیلم لطفا بوق بزنید
- برنده جایزه بهترین فیلم آیینی از جشنواره سینما حقیقت برای ساخت فیلم لطفا بوق بزنید
- نامزد جایزه بهترین کارگردانی از جشنواره سینما حقیقت برای ساخت فیلم لطفا بوق بزنید[۲]
- برنده جایزه سیمرغ بلورین بهترین فیلم نیمه بلند از بیست و هشتمین دوره جشنواره فیلم فجر برای فیلم اتاق صعود[۳] (۱۳۸۷)
- برنده جایزه بهترین فیلم از جشنواره سینه وست استرالیا برای ساخت فیلم شیرزاد[نیازمند منبع][۴] (۱۳۷۸)
- برندهٔ تندیس بهترین فیلم مستند از جشنوارهٔ موج کیش برای ساخت فیلم خیابان خانه من است[۵] (۱۳۷۶)
- برنده بهترین فیلم نیمه بلند از جشنواره سینما حقیقت برای ساخت فیلم پرسوک

## فیلم‌شناسی
فیلم بلند
لولی 1403
مستند
- در همسایگی ماه (post-production)
- نت های مسی یک رویا (۱۳۹۸)
- زنانی با گوشواره‌های باروتی (۱۳۹۷)
- آزادی (۱۳۹۴)[۶]

فیلم نیمه بلند
- لطفاً بوق بزنید[۷] (۱۳۹۲)
- پرسوک (۱۳۹۳)[۸]
- اتاق صعود[۹] (۱۳۸۷)
- شیر+زاد (۱۳۷۸)
- خیابان خانه من است (۱۳۷۶)